# Flurin Jecker
Flurin Jecker (* 1990 in Bern) ist ein Schweizer Autor und Journalist.

## Leben
Jecker schloss zunächst ein Bachelorstudium in Biologie an der Universität Bern ab. Anschliessend studierte er von 2013 bis 2016 Literarisches Schreiben am Schweizerischen Literaturinstitut in Biel. Er arbeitete als Journalist bei der Berner Tageszeitung Der Bund. Er gibt Workshops in literarischem Schreiben und lebt als freier Schriftsteller.

## Werke
- Lanz. Nagel und Kimche, Zürich 2017, ISBN 978-3-312-01022-6.
- Ultraviolett. Haymon Verlag, Innsbruck-Wien 2021, ISBN 978-3-7099-8136-8.

## Auszeichnungen
- 2017: Weiterschreiben-Stipendium der Stadt Bern
- 2018: Kranichsteiner Jugendliteratur-Stipendium des Deutschen Literaturfonds für Lanz
- 2018: Aufenthaltsstipendium des Literarischen Colloquiums Berlin
- 2023: Berner Schreibstipendium des Kantons Bern

## Belege
1. ↑  Alexander Sury: «Die Sprache steht an erster Stelle». Der Bund, 24. Juni 2016, archiviert vom Original am 2. September 2017.

| Personendaten    | Personendaten                           |
| ---------------- | --------------------------------------- |
| NAME             | Jecker, Flurin                          |
| KURZBESCHREIBUNG | Schweizer Schriftsteller und Journalist |
| GEBURTSDATUM     | 1990                                    |
| GEBURTSORT       | Bern                                    |